# 松山車両事業所 (京畿道華城市)
松山車両事業所（ソンサンしゃりょうじぎょうしょ、朝: 송산차량사업소）は、大韓民国京畿道華城市松山面にある首都圏電鉄西海線の車両基地である。
将来的には新安山線もここを車両基地として使う予定となっている。

## 概要
- 建築面積が16,733m2を誇り、新安山線の車両を29編成、西海線の車両を26編成停泊させられる構造となっている[2]。

## 沿革
- 2024年11月2日：開設